# Kąpiel czerwonego konia
Kąpiel czerwonego konia (ros. Купание красного коня, Kupanije krasnogo konia) – jeden z najbardziej znanych obrazów rosyjskiego malarza Kuźmy Pietrowa-Wodkina z 1912 roku. Znajduje się w Galerii Tretiakowskiej.

## Historia obrazu
Pomysł Kąpieli czerwonego konia powstał prawdopodobnie w czasie, gdy Pietrow-Wodkin przebywał na wsi Gusiewka w pobliżu Kamyszyna. Tam stworzył szkice i pierwszy wariant obrazu, który nie zachował się do dziś. Jego wygląd znany jest z czarno-białych fotografii, a styl, w jakim został namalowany, można było zaliczyć do malarstwa rodzajowego. Przedstawiał kilku chłopców z końmi. Krótko po powrocie do Petersburga Pietrow-Wodkin własnoręcznie go zniszczył.
Znana współcześnie wersja obrazu Kąpiel czerwonego konia została ukończona w 1912 roku. Wierzchowca malarz malował z prawdziwego źrebaka o imieniu Malczik. Chłopiec, który siedzi na koniu, ma rysy twarzy synowca Pietrowa-Wodkina – Szury. Początkowo koń miał być gniadym, jednak pod wpływem nowogrodzkich ikon (między innymi Cud Michała Archanioła), Pietrow-Wodkin zmienił go na szkarłatny.
Po raz pierwszy dzieło zostało wyeksponowane w 1912 roku na wystawie Świata Sztuki. Spotkało się z przychylnością krytyków sztuki i publiki. W 1914 roku obraz był pokazany na wystawie w Malmö, a malarz dostał odznaczenie od króla Szwecji. Wydarzenia w historii Rosji spowodowały, że dzieło pozostało w Szwecji aż do zakończenia II wojny światowej. W 1950 roku obrazy Pietrowa-Wodkina, w tym Kąpiel czerwonego konia, zostały zwrócone Związkowi Radzieckiemu. Wdowa po malarzu oddała dzieło do kolekcji K. K. Basiewicz; w 1961 roku właścicielka kolekcji podarowała je Galerii Tretiakowskiej.

## Opis obrazu
W kompozycji obrazu dominuje koń i dosiadający go na oklep nagi chłopiec. Zwierzę zajmuje prawie cały pierwszy plan, a jego czerwony kolor wydaje się być bardziej nasycony na tle zimnego pejzażu i jasnej karnacji jeźdźca. Przednia noga konia znajduje się w wodzie. Od niej odbiegają fale w zielonym kolorze, nieco jaśniejszym niż woda w głębi obrazu. Uniesiona prawa noga konia powtarza zgięcie nogi jeźdźca. Wzrok konia, dumny i pyszny, skierowany jest na widza. Cała jego postawa wywiera wrażenie, że to on jest główną postacią na obrazie i tylko dzięki jego przyzwoleniu chłopiec siedzi na jego grzbiecie. Na dalszym planie widać dwie kolejne nagie postaci z końmi. Chłopiec po lewej prowadzi białego konia za lejce, drugi – po prawej – jedzie na ryżym koniu na oklep, jest widoczny od tyłu.
Pietrow-Wodkina zastosował w obrazie perspektywę sferyczną. Okrągłe jest jezioro z okalającym je fragmentem brzegu. Trzy grupy postaci rozmieszczone są w kształcie półkręgu.